# Giro del Veneto 1909
Il Giro del Veneto 1909, prima storica edizione della corsa, si svolse su 2 tappe fra il 1º e il 3 ottobre 1909 su un percorso di 592 km. La vittoria fu appannaggio dell'italiano Luigi Pogliani, che precedette i connazionali Giovanni Micheletto e Lauro Bordin. La classifica generale venne stipulata su un sistema di punti crescente per la posizione di tappa (esempio: 1º = 1 punto; 2º = 2 punti ; Xº = X punti).

## Tappe
| Tappa  | Data       | Percorso         | km               | Vincitore di tappa  | Leader cl. generale |
| ------ | ---------- | ---------------- | ---------------- | ------------------- | ------------------- |
| 1ª     | 1º ottobre | Vicenza > Udine  | 302              | Pierino Necchi      | Pierino Necchi      |
|        | 2 ottobre  | giorno di riposo | giorno di riposo | giorno di riposo    | giorno di riposo    |
| 2ª     | 3 ottobre  | Udine > Vicenza  | 290              | Giovanni Micheletto | Luigi Pogliani      |
| Totale | Totale     | Totale           | 592              |                     |                     |

## Dettagli delle tappe

### 1ª tappa
- 1º ottobre: Vicenza > Udine – 302 km

Risultati
| Pos. | Corridore      | Squadra       | Tempo     |
| ---- | -------------- | ------------- | --------- |
| 1    | Pierino Necchi | -             | 10h03'00" |
| 2    | Luigi Pogliani | -             | s.t.      |
| 3    | Luigi Azzini   | Labor-Chauvia | s.t.      |

| Pos. | Corridore      | Squadra       | Punti |
| ---- | -------------- | ------------- | ----- |
| 1    | Pierino Necchi | -             | 1     |
| 2    | Luigi Pogliani | -             | 2     |
| 3    | Luigi Azzini   | Labor-Chauvia | 3     |

### 2ª tappa
- 3 ottobre: Udine > Vicenza – 290 km

Risultati
| Pos. | Corridore           | Squadra        | Tempo     |
| ---- | ------------------- | -------------- | --------- |
| 1    | Giovanni Micheletto | Peugeot-Wolber | 11h24'25" |
| 2    | Luigi Pogliani      | -              | a 11'00"  |
| 3    | Lauro Bordin        | -              | a 19'00"  |

| Pos. | Corridore           | Squadra      | Punti |
| ---- | ------------------- | ------------ | ----- |
| 1    | Luigi Pogliani      | -            | 4     |
| 2    | Giovanni Micheletto | Atala-Dunlop | 5     |
| 3    | Lauro Bordin        | -            | 8     |

## Ordine d'arrivo (Top 10)
| Pos. | Corridore           | Squadra         | Punti |
| ---- | ------------------- | --------------- | ----- |
| 1    | Luigi Pogliani      | -               | 4     |
| 2    | Giovanni Micheletto | Atala-Dunlop    | 5     |
| 3    | Lauro Bordin        | -               | 8     |
| 4    | Pierino Necchi      | -               | 11    |
| 5    | Enrico Verde        | -               | 14    |
| 6    | Andrea Massironi    | Dei-Pirelli     | 15    |
| 7    | Enrico Sala         | Bianchi-Pirelli | s.p.  |
| 8    | Romeo Zuliani       | Rieger-Pirelli  | s.p.  |
| 9    | Luigi Azzini        | Labor-Chauvia   | 17    |
| 10   | Canzio Brasey       | Atala-Dunlop    | 19    |